# Burgwall Möllenhagen
Der Burgwall von Möllenhagen ist ein slawischer Burgwall mitten in Möllenhagen im Landkreis Mecklenburgische Seenplatte an der Burgwallstraße. Die runde Anlage mit einem Durchmesser von etwa 80 Meter wurde im 8./9. Jahrhundert auf einer natürlichen Anhöhe am Rande eines feuchten Wiesengrundes angelegt. Wer hier lebte und wann genau diese Höhenburg aufgegeben wurde, ist nicht bekannt, aber mit großer Wahrscheinlichkeit gehörte sie zum Stammesverband der Tollenser. Heute erkennt man vor Ort nur noch einen mit Gras bewachsenen Burghügel mitten im Ort. Der Wall wurde planiert und typische Wallanlagen fehlen hier. Auch von der einstigen wasserreichen Umgebung ist nichts mehr zu erkennen. Ein Informationsschild vor Ort gibt eine kleine Auskunft über das Bodendenkmal.